# NGC 3510
NGC 3510 (другие обозначения — UGC 6126, IRAS11010+2909, MCG 5-26-40, HARO 26, ZWG 155.50, KUG 1101+291, PGC 33408) — спиральная галактика в созвездии Малый Лев.
Этот объект входит в число перечисленных в оригинальной редакции «Нового общего каталога».
В галактике вспыхнула сверхновая SN 1996cb типа IIb, её пиковая видимая звездная величина составила 16,5.
Галактика низкой поверхностной яркости в инфракрасном диапазоне. Чаще всего такие галактики небольшого размера, однако NGC 3510 достаточно крупная. 